# 학스베르겐

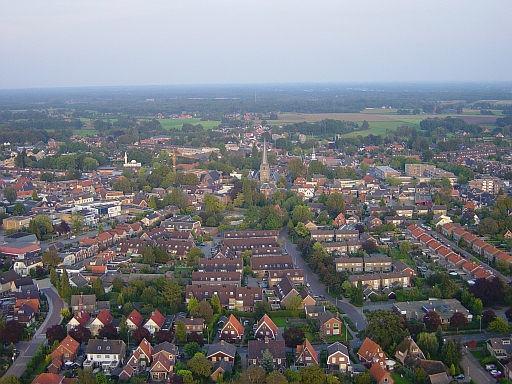
학스베르겐의 전경

학스베르겐(네덜란드어: Haaksbergen)은 네덜란드 동부 오버레이설주에 위치한 도시로, 테벤테주에 위치하고, 남동쪽과 동쪽으로 독일과 국경을 접하고 있다.

## 사고
2014년 9월 28일 몬스터 트럭이 참석한 군중을 들이받았다. 세 명의 방문객이 사망한 것으로 알려졌으며, 그 중 한 명의 어린이가 사망했다.

## 저명한 인물
- 에릭 텐 하흐 - 전 축구 선수로 336번의 클럽에서 활약했으며 현재 맨체스터 유나이티드의 감독